# Groupe de NGC 3095
Le groupe de NGC 3095 comprend au moins trois galaxies situées dans la constellation de la Machine pneumatique. La distance moyenne entre ce groupe et la Voie lactée est d'environ 45,9 Mpc (∼150 millions d'al). 

## Membres
Le tableau ci-dessous liste les trois galaxies du groupe indiquées dans l'article de A.M. Garcia paru en 1993.   
| Nom      | Classification | Type           | α (J2000.0)   | δ (J2000.0)  | Vitesse radiale (km/s) | Magnitude apparente | Distance (Mpc) | Diamètre (kal) |
| -------- | -------------- | -------------- | ------------- | ------------ | ---------------------- | ------------------- | -------------- | -------------- |
| NGC 3095 | SB(rs)c        | Spirale barrée | 10h 00m 05.8s | -31° 33′ 10″ | 2723 ± 6               | 11,7                | 44,91 ± 3,2    | 183            |
| NGC 3108 | S0^0p          | Lenticaulaire  | 10h 02m 29.0s | -31° 40′ 39″ | 2673 ± 17              | 11,8                | 44,2 ± 3,1     | 268            |
| IC 2539  | SA(s)bc?       | Spirale        | 10h 04m 16.2s | -31° 21′ 47″ | 2834 ± 4               | 13,1                | 48,6 ± 3,3     | 105            |

Le site DeepskyLog permet de trouver aisément les constellations des galaxies mentionnées dans ce tableau ou si elles ne s'y trouvent pas, l'outil du site constellation permet de le faire à l'aide des coordonnées de la galaxie. Sauf indication contraire, les données proviennent du site NASA/IPAC.